# آدم كريستوفر
آدم كريستوفر (بالإنجليزية: Adam Christopher)‏ (2 فبراير 1978، أوكلاند في نيوزيلندا)؛ روائي نيوزيلندي.

## من مؤلفاته المترجمة للعربية
- رواية: <الظلام عند أطراف المدينة>.